# Portel, Pará
Portel là một đô thị thuộc bang Pará, Brasil. Đô thị này có diện tích 25384,78 km², dân số năm 2007 là 44393 người, mật độ 1,7 người/km².